# Boris Aleksandrov (hockeista su ghiaccio)
Boris Viktorovič Aleksandrov (in russo Борис Викторович Александров?; Öskemen, 13 novembre 1955 – 31 luglio 2002) è stato un hockeista su ghiaccio kazako, fino al 1991 sovietico.

## Palmarès

### Olimpiadi invernali
- 1 medaglia[1]:
  - 1 oro (Innsbruck 1976)